# Lithoprocris postcaerulescens
Lithoprocris postcaerulescens är en fjärilsart som beskrevs av Rothschild 1913. Lithoprocris postcaerulescens ingår i släktet Lithoprocris och familjen björnspinnare. Inga underarter finns listade i Catalogue of Life.